# Niederaichbach
Niederaichbach er en kommune i Landkreis Landshut, i regierungsbezirk Niederbayern i den tyske delstat Bayern.

## Geografi
Niederaichbach ligger i Region Landshut.
I kommunen ligger ud over Niederaichbach, landsbyerne Hüttenkofen, , Oberaichbach og Wolfsbach.